# Соколье (Алёшинское сельское поселение)
Соколье — деревня в Кирилловском районе Вологодской области.
Входит в состав Алёшинского сельского поселения, с точки зрения административно-территориального деления — в Алёшинский сельсовет.
Расстояние до районного центра Кириллова по автодороге — 9 км, до центра муниципального образования Шиндалово по прямой — 7 км. Ближайшие населённые пункты — Топорня, Алёшино, Ананьино.
По переписи 2002 года население — 7 человек.